# Kipling Weisel
Kipling Weisel (26 marzo 1995) è un ex sciatore alpino statunitense.

## Biografia
Attivo in gare FIS dall'agosto del 2010, in Nor-Am Cup Weisel ha esordito il 9 febbraio 2012 ad Aspen in supergigante, senza completare la prova, ha colto il primo podio il 6 febbraio 2017 a Copper Mountain in discesa libera (3º) e l'unica vittoria il 23 marzo dello stesso anno a Sugarloaf in supergigante. Ha debuttato in Coppa del Mondo il 12 gennaio 2018 a Wengen in combinata, senza completare la prova; il giorno successivo ha disputato nella medesima località in discesa libera la sua seconda e ultima gara nel massimo circuito (52º).
Il 16 marzo 2018 ha ottenuto a Kimberley, nel supergigante e nella combinata disputati lo stesso giorno, gli ultimi podi in Nor-Am Cup, classificandosi 3º in entrambe le gare. Si è ritirato al termine della stagione 2019-2020 e la sua ultima gara è stata uno slalom gigante universitario disputato il 29 febbraio a Middlebury, chiuso da Weisel al 12º posto; non ha preso parte a rassegne olimpiche o iridate.

## Palmarès

### Nor-Am Cup
- Miglior piazzamento in classifica generale: 4º nel 2017
- Vincitore della classifica di combinata nel 2017
- 7 podi:
  - 1 vittoria
  - 1 secondo posto
  - 5 terzi posti

#### Nor-Am Cup - vittorie
| Data          | Località  | Paese       | Specialità |
| ------------- | --------- | ----------- | ---------- |
| 23 marzo 2017 | Sugarloaf | Stati Uniti | KB         |

Legenda:

KB = combinata

### Campionati statunitensi
- 2 medaglie:
  - 1 oro (combinata[1] nel 2017)
  - 1 argento (discesa libera nel 2015)